# Karl Krüger (Pfarrer)
Karl Wilhelm Eduard Krüger (meist Karl Krüger ; * 31. März 1837 in Arnswalde, Provinz Brandenburg; † 10. Mai 1923 in Berlin-Karlshorst) war ein deutscher evangelisch-lutherischer Pfarrer und Heimatforscher.

## Leben

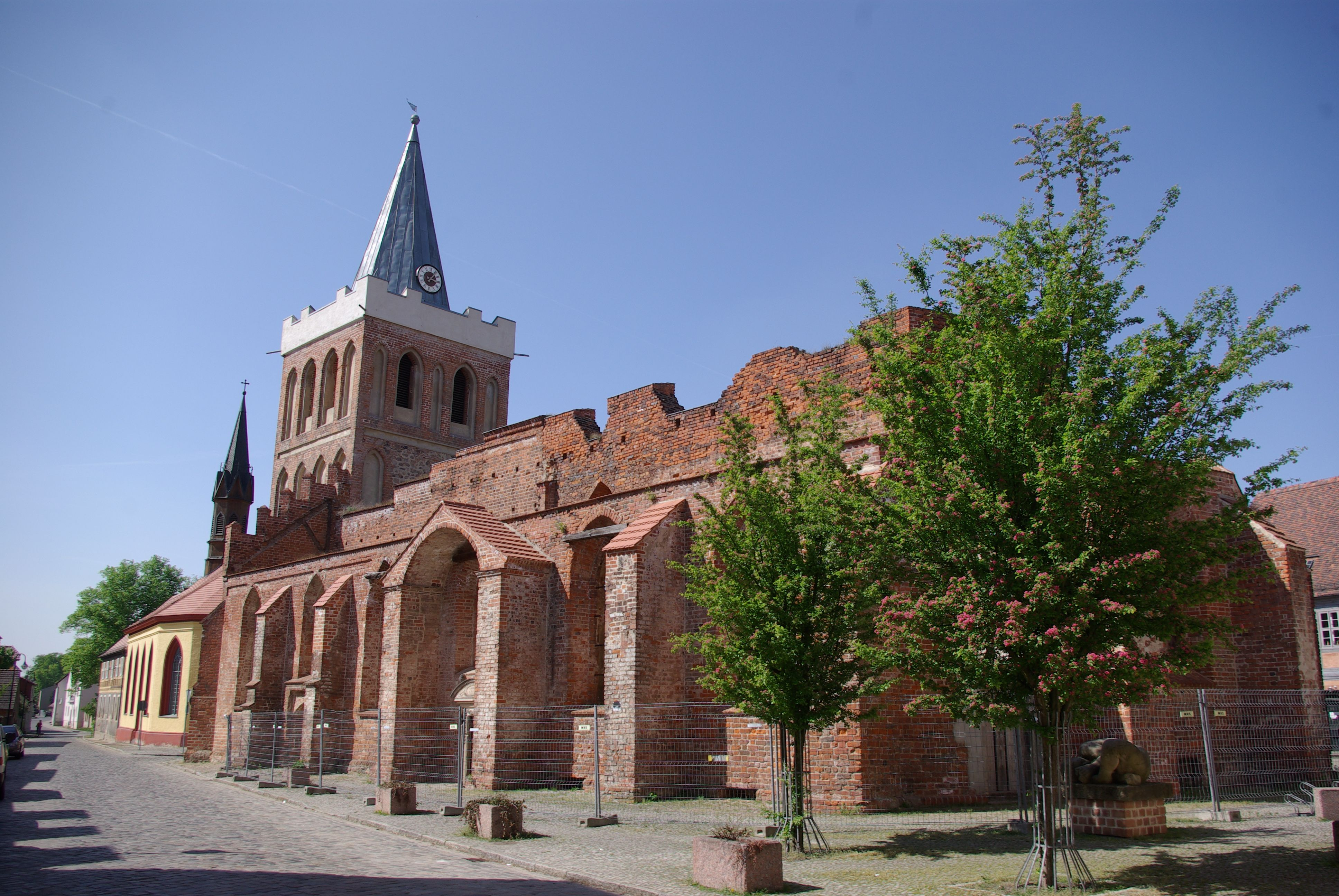
Karl Krüger war von 1878 bis 1911 Oberpfarrer an der Evangelischen Stadtkirche zu Lieberose.

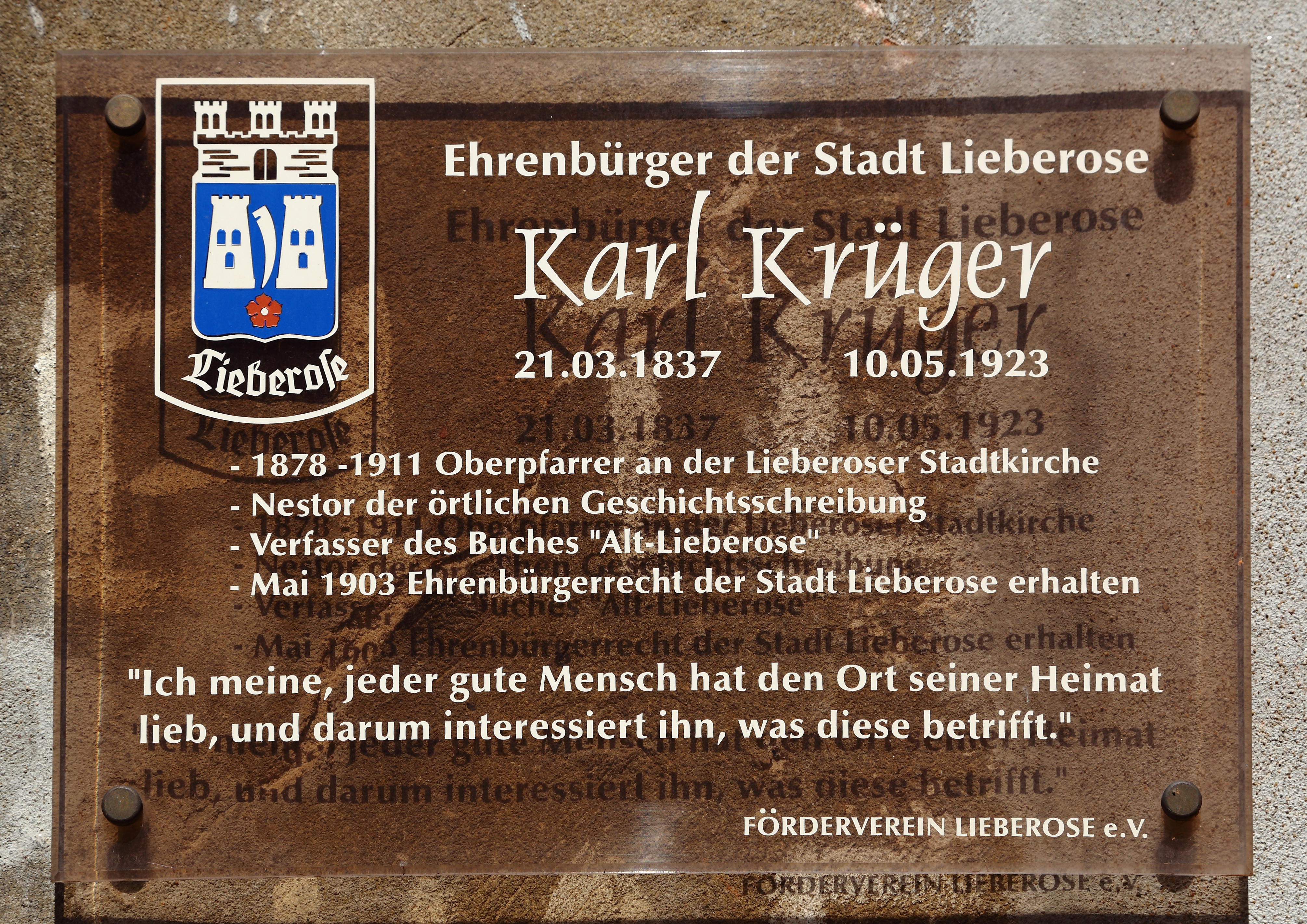
Gedenktafel für Pfarrer Krüger an der Ruine der Evangelischen Stadtkirche.

Karl Krüger, Sohn des Lehrers Karl Wilhelm Eduard Krüger und dessen Frau Julie Charlotte, geborene Zänkert, wirkte nach dem Studium der Theologie und der Ordination als Pastor zunächst in Bernsee im Kreis Arnswalde und später in Friedersdorf bei Dobrilugk. Von 1878 bis 1911 war er Oberpfarrer der 1. Pfarrstelle (Pastor primarius) an der Evangelischen Stadtkirche zu Lieberose. Bis 1909 fungierte er zugleich als Lieberoser Lokal-Schulinspektor. Er war mit Helene Elisabeth Krüger geborene Berg verheiratet.
Karl Krüger betätigte sich intensiv als Heimatforscher und wurde mit seinem Buch Alt-Lieberose, das er im Selbstverlag herausgab, zum Nestor der Lieberoser Stadtgeschichtsschreibung. Die erste Auflage erschien 1892 unter dem Titel Mitteilungen aus der Geschichte der Stadt Lieberose und der Gegend zunächst bis 1700, eine zweite, überarbeitete und deutlich erweiterte („fortgeführt bis in die neue Zeit“) Auflage dann 1904 unter dem Titel Alt-Lieberose. Mitteilungen aus der Geschichte der Stadt Lieberose und der Gegend. Krüger kommt damit das Verdienst zu, die schriftlichen, mündlichen und gegenständlich vorhandenen Nachrichten aus Ort und Region erstmals in einer Gesamtschau geordnet und bewertet zu haben. Möglicherweise griff er dabei auch auf die historischen Studien des Lieberoser Diakonus von 1819 bis 1855, Karl Heinrich Busch, zurück.  An seinem Buch Alt-Lieberose geben aus heutiger Sicht neben einer ganzen Reihe von Spekulationen ohne gesicherte Quellenlage vor allem der scharfe antikatholische Stil und die deutlich deutschnationalen Züge Anlass zu Kritik. So suchte Krüger etwa anhand der Zahl der Familiennamen nachzuweisen, dass Lieberose auch in früheren Zeiten schon deutlich stärker von Deutschen als von Wenden bevölkert und geprägt gewesen war.
Pfarrer Karl Krüger starb am 10. Mai 1923. Er liegt auf dem Lieberoser Friedhof begraben.

## Ehrungen
Für seine heimatkundlichen Verdienste verlieh ihm die Stadt Lieberose im Jahr 1903 das Ehrenbürgerrecht. An der Ruine der zum Ende des Zweiten Weltkriegs stark zerstörten Stadtkirche hat der Förderverein Lieberose e.V. eine Gedenktafel für Krüger angebracht.